# Liste der Fernstraßen in Kolumbien

Karte der Fernstraßen Kolumbiens

Diese Liste zeigt die Fernstraßen in Kolumbien auf.
Es gibt drei Straßentypen. Nationalstraßen beginnen mit dem Buchstaben I, Departamentsstraßen beginnen mit D, sowie sonstige Straßen, die mit Nummern beginnen. Fehlende Nummernfolge in der Liste ist begründet durch die offizielle Streichung der Straßennummer durch die Resolución No. 339 del 26 de febrero de 1999.

## Nationalstraßen
| Kurz | Name  | Verlauf | Länge       |
| ---- | ----- | --- | ----------- |
|      | I-1   | Ring San Andrés | 28 km       |
|      | I-3   | Ring Providencia                                                                                                   | 18 km       |
|      | I-5   | Nariño – Grenze nach Ecuador                                                                                       | 18 km       |
|      | I-8   | Nariño – Orito | ca. 200 km  |
|      | I-10  | Tumaco – Pasto – Mocoa                                                                                             | 384 km      |
|      | I-12  | El Bordo – Santa Rosa                                                                                              | 120 km      |
|      | I-13  | Quibdó – Istmina / Barbacoas – Altaquer                                                                            | 130 km      |
|      | I-15  | Santa Fe de Antioquia – Turbo                                                                                      | 510 km      |
|      | I-17  | Micay – Popayán / Los Andes – Túquerres – Cumbal                                                                   | ca. 275 km  |
|      | I-19  | Loboguerrero – Cali                                                                                                | 60 km       |
|      | I-20  | Puracé – Altamira – Florencia                                                                                      | ca. 110 km  |
|      | I-21  | Santa Cruz de Lorica – Montería – Tocura                                                                           | 130 km      |
|      | I-23  | Puerto Escondido – Montería – Planeta Rica / Santa Fe de Antioquia – Andes / Ansermanuevo – Cali                   | 195 km      |
|      | I-24  | Popayán – Puracé – La Plata – Puerto Seco                                                                          | 187 km      |
|      | I-25  | Barranquilla – Medellín – Cartago – Cali – Popayán – Ipiales – Grenze nach Ecuador                                 | 1580 km     |
|      | I-25B | La Pintada – Puerto Valdivia                                                                                       | 250 km      |
|      | I-27  | El Empate – Palermo                                                                                                | 165 km      |
|      | I-29  | Manizales – Armenia                                                                                                | 104 km      |
|      | I-30  | Neiva – Caguán | 20 km       |
|      | I-31  | Palmira – Corinto – Santander de Quilichao / Rosas – La Vega                                                       | 140 km      |
|      | I-36  | Granada – San José del Guaviare                                                                                    | 65 km       |
|      | I-37  | Corinto – La Plata                                                                                                 | 142 km      |
|      | I-40  | Buenaventura – Buga – Armenia – Ibagué – El Espinal – Girardot – Bogotá – Villavicencio – Puerto Carreño           | 1460 km     |
|      | I-43  | Bellavista – El Banco / Mariquita – Ibagué – San Antonio                                                           | 130 km      |
|      | I-45  | Ciénaga – Curumani – El Burro – Aguachica – Barrancabermeja – Girardot – El Espinal – Neiva – Mocoa – Puerto Asís  | ca. 1540 km |
|      | I-45A | San Alberto – Zipaquirá – Bogotá                                                                                   | 520 km      |
|      | I-48  | San José del Palmar – Ansermanuevo – Cartago                                                                       | ca. 40 km   |
|      | I-49  | La Paz – Curumani                                                                                                  | 150 km      |
|      | I-50  | Santa Cecilia – Anserma – Manizales – Bogotá – Gachalá                                                             | 450 km      |
|      | I-53  | Sardinata – Pamplona                                                                                               | ca. 60 km   |
|      | I-55  | Cúcuta – Pamplona – Bogotá                                                                                         | 635 km      |
|      | I-56  | La Peña – Zipaquirá – Sopó – Guateque – Villanueva                                                                 | 270 km      |
|      | I-60  | Quibdó – Medellín – Tunja                                                                                          | ca. 520 km  |
|      | I-62  | Turbo – Medellín – Puerto Olaya – Tunja – Duitama – Aguazul – Maní                                                 | 1120 km     |
|      | I-64  | Barrancabermeja – San Gil – Santa Rosita                                                                           | ca. 490 km  |
|      | I-65  | Saravena – Aguazul – Villavicencio – Granada – La Uribe / San Vicente del Caguán – Florencia – San José del Fragua | ca. 880 km  |
|      | I-66  | Barrancabermeja – Bucaramanga – Pamplona                                                                           | 260 km      |
|      | I-70  | Aguachica – Cúcuta                                                                                                 | 320 km      |
|      | I-74  | La Mata – Convención – Tibú                                                                                        | ca. 165 km  |
|      | I-75  | San José del Guaviare – Calamar / La Tagua – Puerto Leguizamo                                                      | 0 km        |
|      | I-78  | Puerta de Hierro – El Banco – El Burro                                                                             | 222 km      |
|      | I-80  | El Carmen de Bolívar – Valledupar – La Paz                                                                         | 270 km      |
|      | I-88  | La Paz – Maicao – Uribia                                                                                           | 330 km      |
|      | I-90  | Sincelejo – Cartagena – Barranquilla – Ciénaga – Santa Marta – Maicao – Grenze nach Venezuela                      | 630 km      |
|      | I-90A | Cartagena – Barranquilla                                                                                           | 132 km      |